# Casiterit
Casiteritul este un mineral  întâlnit frecvent. El face parte din categoria oxizilor. Mineralul cristalizează în sistemul tetragonal, el se prezintă sub formă de cristale piramidale de lungimi diferite, sub formă aciculară sau ca agregate de culoare brună negricioasă, cenușie gălbuie, verde sau roșiatică. Uneori poate apare și sub formă de cristale transparente bicolore cu nuanțe de cenușiu roșiatic.

## Istoric
Numele de casiterit provine din limba greacă casiteros care înseamnă staniu, el fiind de fapt un dioxid de staniu. Locuitorii de munte greci au întâlnit frecvent diferite forme de agregate ale mineralului. Din cauza conținutului ridicat în staniu, el a fost exploatat deja prin secolul VI înaintea erei noastre. 

## Modul de formare și răspândire
Casiteritlul apare frecvent ca și gangă în mineralele hidrotermale, în pegmatite sau în rocile sedimentare. El fiind un mineral răspândit aproape pe tot globul, în cantități mai mari este întâlnit în Bolivia, China, Indonezia, Malaezia și Peru.